# Centrale solaire photovoltaïque de Lourches
La centrale solaire photovoltaïque de Lourches  est une centrale solaire photovoltaïque située au sud de Lourches, sur une ancienne cokerie de la Compagnie des mines de Douchy, dans le Nord, en France, construite en 2020 et 2021.

## Histoire
Une centrale solaire photovoltaïque est construite en 2020 et 2021 sur le sud du finage de Lourches, sur le site de l'ancienne cokerie de la Compagnie des mines de Douchy. Trente-neuf-mille-cinq-cents panneaux solaires sont installés sur dix-neuf hectares, ce qui permet de produire dix-sept gigawattheures, soit la consommation de trois-mille-sept-cents foyers.